# Мінін Віктор Іванович
Віктор Іванович Мінін (1926–1989) — радянський дипломат, Надзвичайний та повноважний посол.

## Біографія
- 1948–1952 — співробітник центрального апарату МЗС СРСР.
- 1952–1955 — співробітник посольства СРСР в Албанії.
- 1955–1957 — слухач ВДШ МЗС СРСР.
- 1957–1961 — співробітник посольства СРСР в Канаді.
- 1961–1965 — співробітник центрального апарату МЗС СРСР.
- 1965–1968 — радник посольства СРСР в Туреччини.
- 1968–1972 — Надзвичайний та повноважний посол СРСР в Лаосі.
- 1972–1978 — завідувач Відділом країн Середнього Сходу МЗС СРСР.
- 1978–1982 — Надзвичайний та повноважний посол СРСР в Гвінеї.
- 1982–1989 — Надзвичайний та повноважний посол СРСР в Іраку.